# Spring Fever (1927)
Spring Fever (bra: Prestígio Social) é um filme mudo estadunidense de 1927, do gênero comédia romântica, dirigido por Edward Sedgwick, e estrelado por William Haines. O roteiro de Albert Lewin e Frank Davis foi baseado na peça teatral homônima de 1925, de Vincent Lawrence.
"Love in the Rough", um musical também da MGM lançado em 1930, estrelado por Robert Montgomery e Dorothy Jordan, e dirigido por Charles F. Reisner, também foi baseado na peça teatral de Vincent Lawrence.

## Sinopse
Jack Kelly (William Haines), um balconista pobre, é convidado por seu chefe, o Sr. Waters (George Fawcett), para jogar golfe em seu clube de campo. As habilidades de Jack no campo atraem um bando de curiosos, incluindo a bela herdeira Allie Monte (Joan Crawford). Para chamar sua atenção, Jack diz ser um milionário, e com o tempo, eles começam um romance e se casam. Ao descobrir a verdade sobre a situação financeira de seu marido, Allie o abandona. A única chance de Jack de reconquistá-la é um torneio de golfe.

## Elenco
- William Haines como Jack Kelly
- Joan Crawford como Allie Monte
- George K. Arthur como Eustace Tewksbury
- George Fawcett como Sr. Waters
- Eileen Percy como Martha Lomsdom
- Edward Earle como Harry Johnson
- Bert Woodruff como Pop Kelly
- Lee Moran como Oscar
- Edward Brophy como Homem no campo de golfe (não-creditado)

## Produção
As filmagens do filme aconteceram no Riviera Country Club, em Pacific Palisades, Califórnia.

## Recepção
O filme foi um grande sucesso, apesar de algumas crítica pouco favoráveis. A revista Variety observou: "Haines é uma personalidade simpática e deve ir longe. Esta produção, no entanto, não o ajudará muito. Os atores se saem bem e os títulos de Ralph Spence contribuem efetivamente no final da comédia, mas o diretor, Sedgwick, não conseguiu lidar com o tema fraco". Sobre a atuação de Joan Crawford, o autor Lawrence J. Quirk escreveu mais tarde: "Ela consegue fazer sua presença ser sentida e está linda como sempre, apesar de ser um papel de passagem".
O filme fez tanto sucesso que, no ano seguinte, William Haines foi cercado por fãs em uma aparição pessoal em um torneio de golfe profissional.

### Bilheteria
De acordo com os registros da Metro-Goldwyn-Mayer, o filme arrecadou US$ 386.000 nacionalmente e US$ 119.000 no exterior, totalizando US$ US$ 505.000 mundialmente. O retorno lucrativo da produção foi de US$ 191.000.

## Restauração
O filme foi restaurado pela Turner Entertainment em 2008, com trilha sonora de Darrell Raby, e é exibido pelo canal de televisão Turner Classic Movies de vez em quando.

## Mídia doméstica
Em março de 2009, "Spring Fever" foi lançado em DVD, fabricado sob demanda através da Warner Archive Collection.